# Битва при Куаутле
Битва при Куаутле (исп. Batalla de Cuautla) — одно из первых сражений во время Мексиканской революции между отрядами Эмилиано Сапаты и войсками мексиканского правительства. Сражение произошло в 1911 году на территории штата Морелос, в центральной Мексике, длилось 8 дней (с 11 мая по 19 мая) и, в силу десятикратного численного превосходства войск Сапаты (ок. 4000 чел.) закончилось разгромом кавалерийского отряда федеральных войск (350 — 400 чел.). Исход сыграл решающее значение для падения режима Порфириата.

## Накануне
В конце 1910 — начале 1911 годов по всей Мексике вспыхнули вооруженные восстания против режима Порфирио Диаса. Два основных центра оппозиции располагались в северном штате Чиуауа, где Франсиско Мадеро, Панчо Вилья и Паскуаль Ороско осадили город Сьюдад-Хуарес, и в штате Морелос, где Эмилиано Сапата возглавил вооруженное аграрное восстание.
К началу марта Сапата забеспокоился, что, если он не будет контролировать основные городские центры Морелоса до того, как Мадеро начнет переговоры с Диасом, требования его движения будут отодвинуты на второй план. Он также хотел обеспечить автономию Морелоса от национального правительства. Следовательно, он решил атаковать укрепленный гарнизонный город Куаутла. Поскольку он хотел скрыть свои намерения, Сапата сначала провел рейды в штате Пуэбла, взял города Кьетла, Изукар, Метепек и Атлиско, чтобы получить припасы и набрать больше солдат, а затем захватил Яутепек и Хонакатепек в Морелосе. 11 мая 1911 года его отряды подошли к Куаутле.

## Сражение
У Сапаты было 4000 солдат, неопытных в осадах. В свою очередь, город защищали элитные силы численностью от 350 до 400 ветеранов федеральной армии. К 12 мая сапатисты полностью окружили город и перекрыли связь с остальной Мексикой. Командир гарнизона Куаутлы отказался сдаться. В Куаутле федеральные солдаты были хорошо укрыты за баррикадами и имели тяжелую артиллерию. Кроме того, федералы занимали позиции на городских акведуках, откуда они контролировали западную часть города.
В первый день около 300 бойцов Сапаты были убиты при атаке на город. 14 мая его войскам удалось отрезать федеральные войска от водоснабжения. На следующий день Сапата начал общий штурм и приказал своим войскам облить акведуки бензином и поджечь их. Огонь выбил федеральных солдат с их превосходных позиций, многие из них сгорели заживо. Пустой железнодорожный вагон, который был превращен в бункер с пулеметным гнездом, также был облит бензином и подожжен. Федеральные солдаты, находившиеся в нем, сгорели заживо. Большая часть боев велась врукопашную, мачете и штыками; и солдаты и повстанцы часто стреляли друг в друга в упор. Ни одна из сторон не брала пленных. В конце концов, штурм 15 мая был отбит.
Поскольку сражение затянулось, генерал Викториано Уэрта прибыл в соседнюю Куэрнаваку, столицу Морелоса, с 600 солдатами в надежде прийти на помощь осажденному гарнизону Куаутлы. Однако Уэрта понял, что, если он оставит столицу без присмотра, в его тылу потенциально может вспыхнуть восстание, поэтому решил оставить осажденный гарнизон на произвол судьбы.
У правительственных войск начали заканчиваться боеприпасы, и измученные остатки федералов решили 19 мая выйти из города, который в тот же день  заняли войска Сапаты.

## Результаты
Падение Куаутлы убедило диктатора Порфирио Диаса заключить мир с Мадеро. Через два дня после захвата города, 21 мая 1911 года, он подписал Сьюдад-Хуаресский договор, ушел в отставку и покинул Мексику.